# Миодраг Фишековић
Миодраг Фишековић (Аранђеловац, 1979) српски je позоришни, телевизијски, филмски и гласовни глумац.

## Биографија
Миодраг Фишековић рођен је у Аранђеловцу, 1979. године. Глуму је дипломирао на Факултету драмских уметности у Београду у класи професора Предрага Бајчетића 1999.
Поред улога у позоришту остварио је запажене улоге у филму Кад порастем бићу кенгур и у телевизијским серијама Наша мала клиника, Монтевидео, Бог те видео! и Сенке над Балканом. Асистент је на Академији лепих уметности и мултимедија.

## Филмографија
| Год.         | Назив                                 | Улога                   |
| ------------ | ------------------------------------- | ----------------------- |
| 2000-те      |                                       |                         |
| 2002.        | Класа 2002                            |                         |
| 2002.        | Мала ноћна музика                     | Клијент                 |
| 2003.        | Илка                                  |                         |
| 2004.        | Кад порастем бићу Кенгур              | Хибрид                  |
| 2004.        | Јесен стиже, Дуњо моја                | Конобар                 |
| 2004.        | Диши дубоко                           | Оптужени                |
| 2005.        | Љубав, навика, паника                 | Миодраг                 |
| 2006.        | Караула                               | Гвозденовић             |
| 2007.        | Хамлет                                |                         |
| 2007.        | Позориште у кући                      | Кокан Тајчић            |
| 2007.        | Рањени орао (ТВ серија)               | Савић                   |
| 2007.        | Рањени орао                           | Савић                   |
| 2007 — 2011. | Наша мала клиника                     | Момчило Шарановић Шаран |
| 2009.        | Јесен стиже, Дуњо моја (ТВ серија)    | Конобар                 |
| 2012.        | Чађава механа                         | Отров                   |
| 2013.        | Монтевидео, Бог те видео! (ТВ серија) | Константин Вићентијевић |
| 2017.        | Синђелићи                             | Тома                    |
| 2019.        | Нек иде живот                         | Љубиша                  |
| 2019.        | Жигосани у рекету                     | Мита                    |
| 2010-те      |                                       |                         |
| 2017 — 2020. | Сенке над Балканом                    | Жандар Света            |
| 2022.        | Порно Прича                           |                         |